# Colibri à gorge noire
Archilochus alexandri
Espèce
Statut de conservation UICN

 LC  : Préoccupation mineure
Statut CITES
Le Colibri à gorge noire (Archilochus alexandri) est une espèce d'oiseaux-mouches du genre Archilochus.

## Répartition

zone de nidification
zone d'hivernage

Il est présent aux États-Unis et au Canada, plus précisément des zones arides du sud-ouest de la Colombie britannique au nord du Mexique. Il hiverne dans le Sud du Mexique.

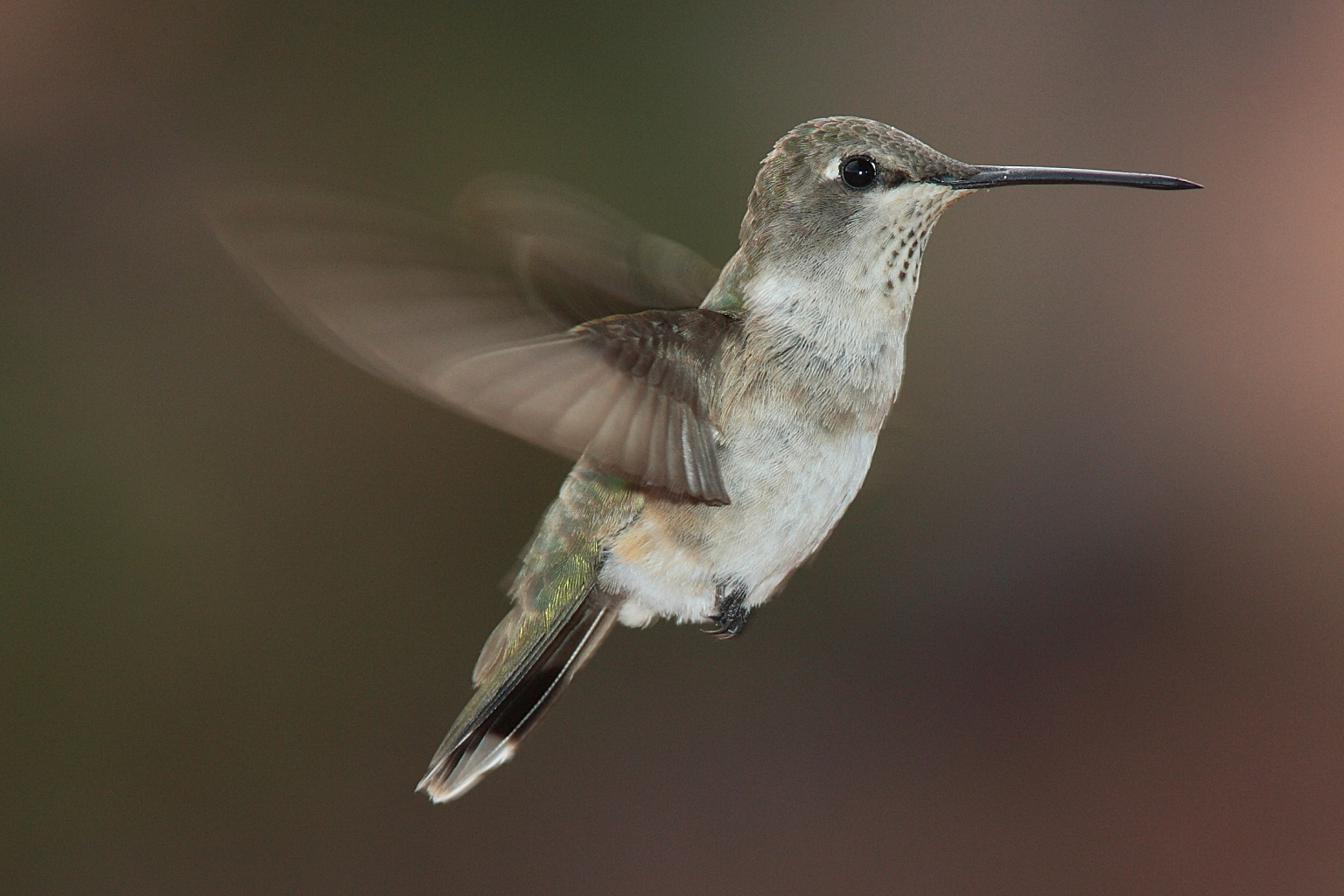
Femelle